# Javon Walton
Javon Walton ist ein US-amerikanischer Kinderdarsteller.

## Karriere
Zuerst trat Walton Juni 2019 in der HBO-Serie Euphoria auf. 2020 spielte er in Utopia die Hauptrolle. 2021 sprach er in The Addams Family 2 als Pugsley Addams. Im Jahr 2022 spielte er in der Netflixserie The Umbrella Academy mit und in dem Superheldenfilm Samaritan als Sam Cleary.

## Filmografie
- 2019–2022: Euphoria (Fernsehserie)
- 2020: Utopia
- 2021: Die Addams Family 2
- 2022: Samaritan
- 2022: The Umbrella Academy
- 2024: Under the Bridge (Miniserie)